# Bastilla cuneilineata
Bastilla cuneilineata là một loài bướm đêm thuộc họ Erebidae. Nó được tìm thấy ở Nouvelle-Calédonie, quần đảo Loyalty và Vanuatu.